# 杨贵妃墓
杨贵妃墓是位于陕西省兴平市马嵬街道的一处墓葬，被认为是唐玄宗宠妃杨贵妃的墓葬所在。
唐朝天宝十五载（756年），馬嵬驛兵變，杨贵妃被处死。至德二年（757年），唐军收复长安。唐玄宗秘密将杨贵妃迁葬。此墓是杨贵妃最初的墓葬，还是迁葬后的墓，或是衣冠冢，尚无确证。现存的杨贵妃墓园由献殿、墓冢等组成。墓冢由青砖包砌，占地约一公亩，高约三米。墓东、西、北三面有回廊，镶嵌刻有历代名人游记和题咏的石碑。
1956年8月6日，陕西省人民委员会列為陝西省名勝古跡第一批重點保護單位。文化大革命期间，杨贵妃墓遭到极大破坏，1979年贵妃墓文管所成立，此后开始逐渐修葺重建。杨贵妃墓园在近年有过扩建，立有杨贵妃汉白玉雕像。

## 图片
- 墓园外围
- 墓园大门及台阶
- 墓园大门，门额为民国二十五年（1936年）、邵力子所题“唐杨氏贵妃之墓”。
- 墓冢及回廊
- 墓园内景
- 墓园内，杨贵妃汉白玉雕像